# Aron Winter
Pour les articles homonymes, voir Winter.
Aron Mohamed Winter est un footballeur international néerlandais né le 1er mars 1967 à Paramaribo au Suriname. Il évolue au poste de milieu de terrain avant de se reconvertir comme entraîneur. Il fait partie du Club van 100.

## Biographie

### Carrière en club
Il dispute 266 matchs dans le championnat des Pays-Bas et 199 matchs dans le championnat d'Italie.
Il joue quatre finales de Coupes d'Europe : deux finales de Coupe des vainqueurs de coupes avec l'Ajax Amsterdam, et deux finales de Coupe de l'UEFA avec l'Inter Milan.
Le 16 avril 1990, il inscrit trois buts lors d'un match d'Eredivisie face à l'équipe du FC Den Bosch. C'est le seul triplé qu'il inscrit au cours de sa carrière.
Premier joueur non-blanc à intégrer la Lazio Rome, en 1992, il est victime du racisme d'une partie des supporteurs le conduisant à nier sa confession juive.
Lorsqu'il pose ses valises du côté de l'Inter Milan, le club est en pleine mutation. Appartenant désormais à Massimo Moratti depuis l'hiver 1995, le club cherche du renouveau après une saison 1995-1996 décevante où trois entraîneurs se succèdent et où le club termine à une pénible septième place en championnat. Roy Hodgson reste malgré tout l'entraîneur du club. Massimo Moratti fait alors un mercato de luxe en faisant venir notamment Ivan Zamorano, Youri Djorkaeff, Nwankwo Kanu, Jocelyn Angloma et Aron Winter. Ces choix ainsi que la stabilité de l'entraîneur seront payants. Le club termine troisième en championnat lors de la saison 1996-1997 et Aron Winter rayonne avec son équipe. Il joue au milieu avec Paul Ince et Javier Zanetti. L'année suivante, Ince repart en Angleterre et Zanetti est repositionné en latéral gauche à la suite de l'arrivée de Diego Simeone et de Benoît Cauet. La saison 1997-1998 sera la meilleure du club depuis celle, exceptionnelle, de l'exercice 1988-1989, grâce notamment au trident offensif Djorkaeff, Zamorano et le nouveau joueur du club Ronaldo: le club termine deuxième de Serie A et gagne la Coupe UEFA contre la Lazio.
La dernière saison d'Aron Winter à l'Inter Milan sera plus difficile sur le plan sportif: malgré l'arrivée de Roberto Baggio et d'Andrea Pirlo à l'été 1998, le club terminera huitième de Serie A à cause des blessures à répétition de Ronaldo et d'un manque de stabilité (quatre entraîneurs se succèdent sur la saison).

### Carrière en équipe nationale
Il est sélectionné à 84 reprises et inscrit 6 buts en équipe des Pays-Bas entre 1987 et 2000. Il reçoit sa première sélection en équipe nationale le 25 mars 1987 contre la Grèce, et sa dernière le 29 juin 2000 contre l'Italie. Il porte à deux reprises le brassard de capitaine.
Il est sélectionné pour disputer les Coupes du monde 1990, 1994 et 1998, ainsi que les championnats d'Europe 1988, 1992, 1996 et 2000.
Il joue 12 matchs lors des phases finales de Coupe du monde. Lors du Mondial 1994 organisé aux États-Unis, il inscrit un but face au Brésil comptant pour les quarts de finale. C'est son seul but en coupe du monde.
La sélection néerlandaise remporte l'Euro 1988 organisé en Allemagne de l'Ouest et se classe quatrième de la Coupe du monde 1998 qui se déroule en France.

### Carrière d'entraîneur
Le 6 janvier 2011, il signe un contrat de 3 ans avec le Toronto FC comme directeur technique et entraîneur-chef,.

## Carrière
- 1985-1992 : Ajax Amsterdam  Pays-Bas
- 1992-1996 : SS Lazio Rome  Italie
- 1996-1999 : Inter Milan  Italie
- 1999-2001 : Ajax Amsterdam  Pays-Bas
- 2001-2002 : Sparta Rotterdam  Pays-Bas
- 2002-2003 : Ajax Amsterdam  Pays-Bas

## Palmarès

### En club

#### Avec l'Ajax Amsterdam
- Vainqueur de la Coupe d'Europe des Vainqueurs de Coupe en 1987
- Vainqueur de la Coupe de l'UEFA en 1992
- Champion des Pays-Bas en 1990 et 2002
- Vainqueur de la Coupe des Pays-Bas en 1986, 1987 et 2002
- Finaliste de la Supercoupe d'Europe en 1987
- Finaliste de la Coupe d'Europe des Vainqueurs de Coupe en 1988
- Vice-champion des Pays-Bas en 1987, 1988, 1989, 1991 et 1992

#### Avec l'Inter Milan
- Vainqueur de la Coupe de l'UEFA en 1998
- Finaliste de la Coupe de l'UEFA en 1997

### En équipe des Pays-Bas
- Champion d'Europe des nations en 1988